# St.-Peter-Kirche (Altentreptow)

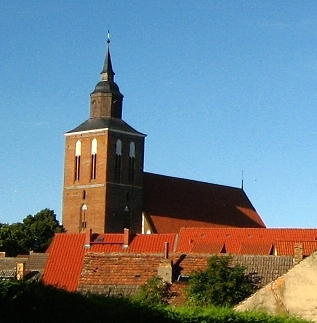
St.-Peter-Kirche in Altentreptow

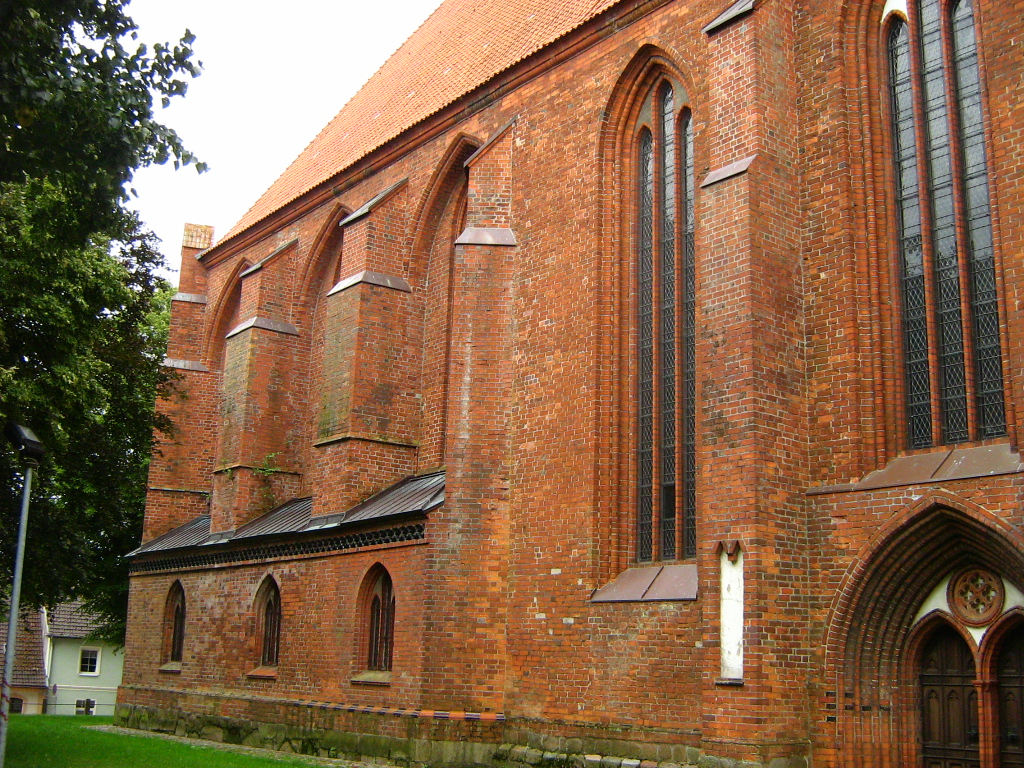
Nordseite des Langhauses

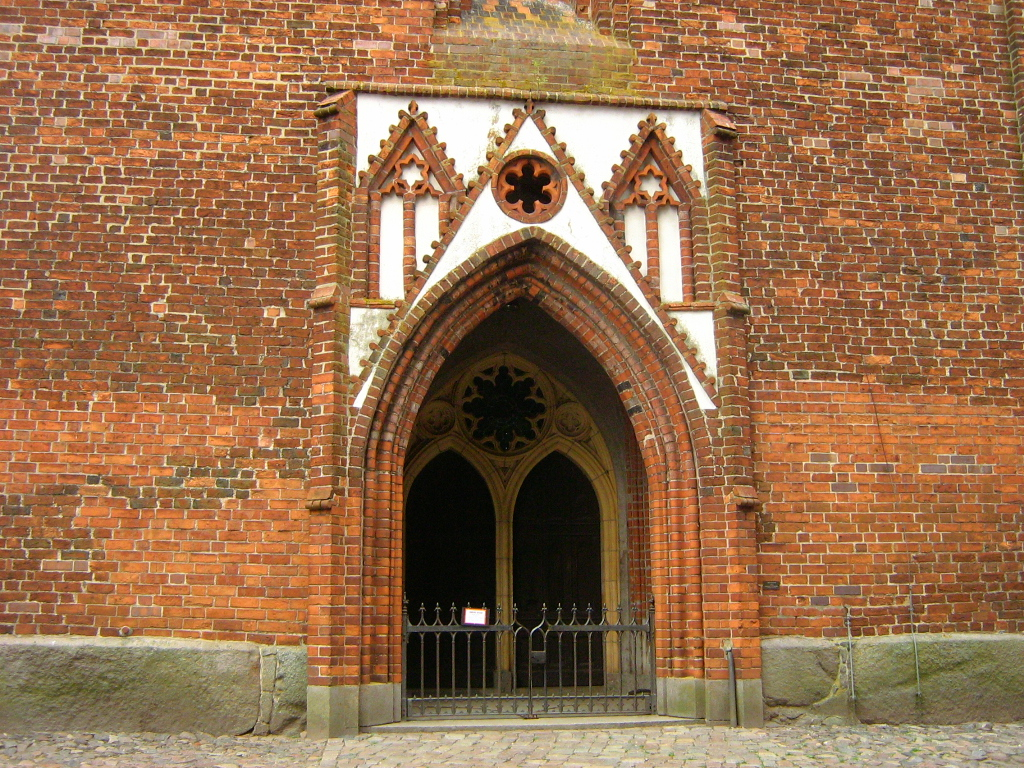
Westportal

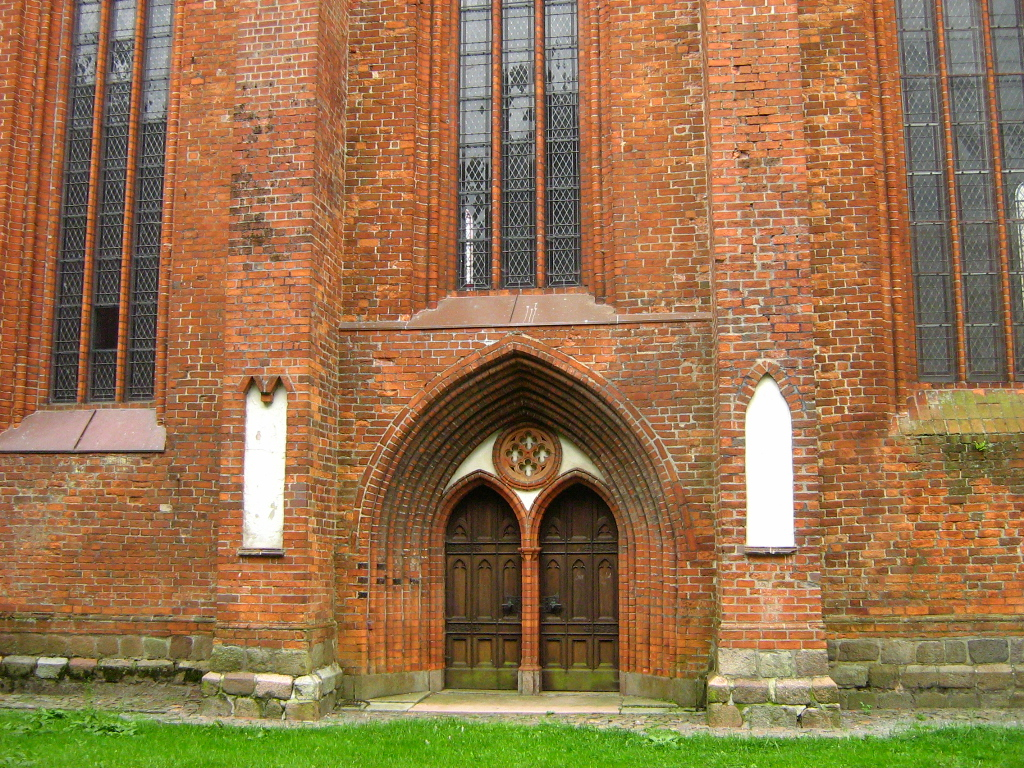
Nordportal

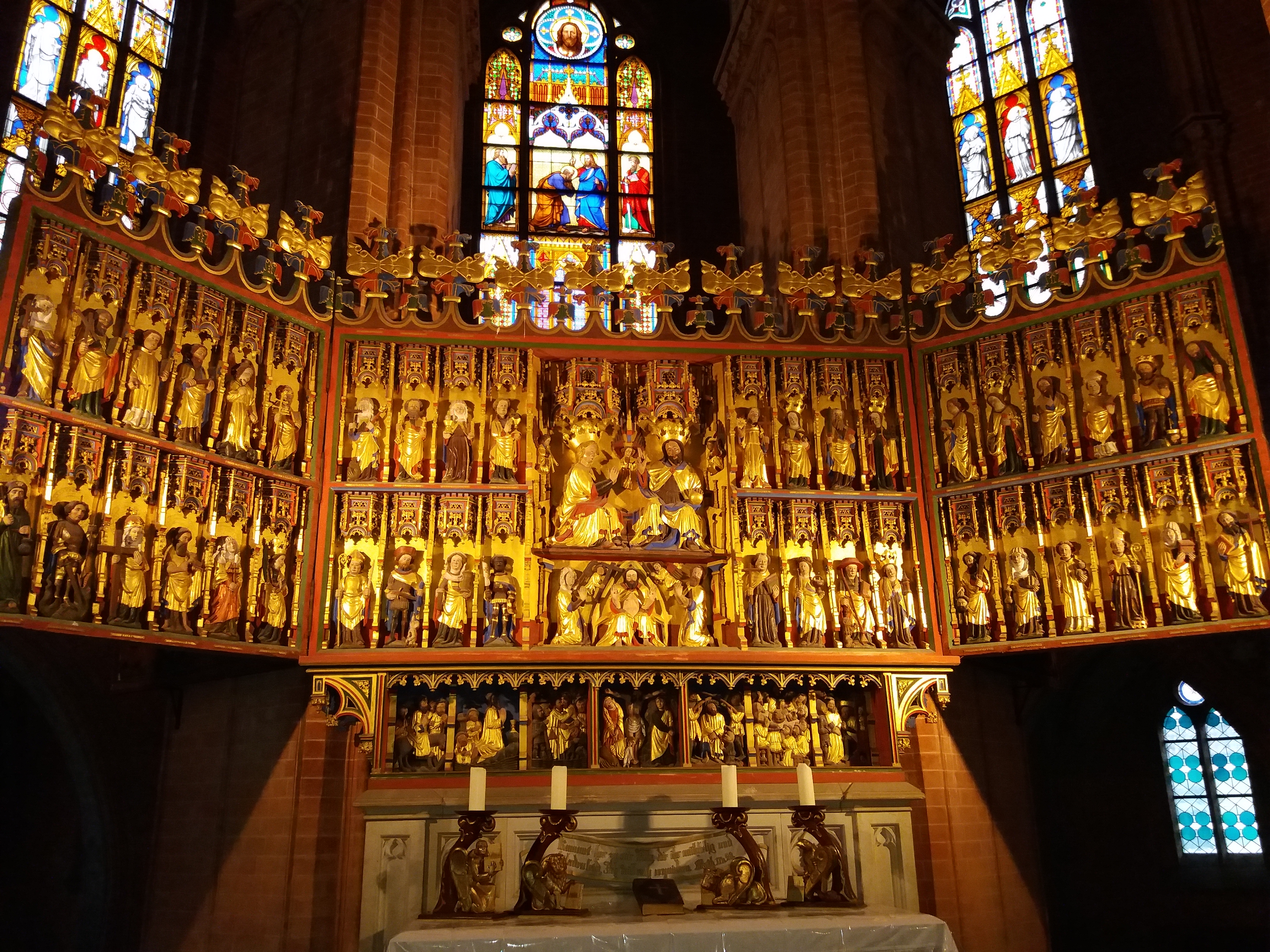
Geöffneter Schnitzaltar der St. Peter-Kirche in Altentreptow (2. Hälfte des 15. Jahrhunderts)

Die St.-Peter-Kirche ist die dreischiffige evangelische Stadtkirche im Zentrum von Altentreptow im Landkreis Mecklenburgische Seenplatte. Sie gehört zur Propstei Demmin im Pommerschen Evangelischen Kirchenkreis.

## Geschichte und Beschreibung

### Christianisierung
Von 1124/25 und 1128 gelang im Auftrag von Herzog Bolesław III. Schiefmund dem Bischof Otto von Bamberg, dem Apostel der Pommern, durch zwei Missionsreisen die Christianisierung Pommerns.
1165 soll Herzog Kasimir I. von Pommern in der einfachen Holzkirche von Trebethowe eine Urkunde unterzeichnet haben. Urkundlich findet 1175 eine Vorgängerkirche Erwähnung. Sie könnte auf dem Klosterberg gestanden haben und soll Maria gewidmet worden sein. Von 1173 bis 1239 hat dort auch ein Nonnenkloster gestanden. 1245 fand Tributowe als Stadt erste urkundliche Erwähnung durch die Verleihung des Stadtrechts.

### Hallenkirche aus dem 14./15. Jahrhundert
Die St.-Peter-Kirche stammt aus den Anfängen des 14. bzw. 15. Jahrhunderts. Einige Holzbauteile stammen von 1318. Der Backsteinbau im Stil der Gotik wurde mit einer dreischiffigen Halle von vier Jochen im 14. Jahrhundert begonnen. Achteckige Pfeiler mit Rundstäben in den Ecken tragen das schlichte Kreuzrippengewölbe. Die breiten Bögen sind abgetreppt.
Wie in der Greifswalder St.-Marien-Kirche war an der Ostwand zunächst ein gerader Abschluss vorgesehen.

### Der Turm
Der massige, quadratische, dreigeschossige Turm an der Mitte der Westseite aus dem 14./15. Jahrhundert ist spärlich gegliedert. Ursprünglich hatte der damals 90 Meter hohe Turm als Abschluss einen hohen Spitzhelm, der bei einem verheerenden Stadtbrand zerstört wurde. Ab 1773 hat der nunmehr 65 Meter hohe Turm einen kleinen barocken schlichten, achteckigen, teilweise verbretterten Aufsatz mit einer Turmspitze.

### Erweiterungen, Sanierungen
Ab Anfang des 15. Jahrhunderts (um 1415) wurde dann ein dreischiffiger Hallenumgangschor als Erweiterung gebaut, bestehend aus zwei Jochen und einem Fünfachtelschluss. Spätgotische Sterngewölbe bedecken den Chor.
Das Äußere wird nun bestimmt durch die kräftigen aus dem Mauerwerk vorspringenden Strebepfeiler mit den dazwischen liegenden unterschiedlich breiten, hohen, gotischen Fenstern und von dem kleinen Sockel im Bereich des angefügten Chorumlaufs.
Das steile, mit roten Ziegeln gedeckte Satteldach über dem Hallenraum folgt ostseitig mit drei Segmenten dem Grundriss des Chors. Neun kleine Gauben verzieren das Dach.
Südlich am Chor befinden sich die zweigeschossigen Kapellenanbauten, die sich im Obergeschoss zum Chorumgang öffnen. Die drei kleinen, quer zum Haupthaus stehenden Satteldächer über den drei Kapellen, werden von einem Schaugiebel mit drei verzierten Treppengiebeln aufgefangen. Die mittlere Kapelle hat ein gotisches Südportal, verziert mit glasierten und unglasierten Backsteinen in der seitlichen Profilierung.
Durch das offene, verzierte, gotische Westportal wird eine zierliche durch Nischen erweiterte Vorhalle – noch vor dem Turm – erreicht. Zwei weitere Portale befinden sich an der Nord- und Südseite sowie am Giebel der mittleren Kapelle.
1865 wurde durch Friedrich August Stüler die Kirche umfassend restauriert.

### Innenausstattung

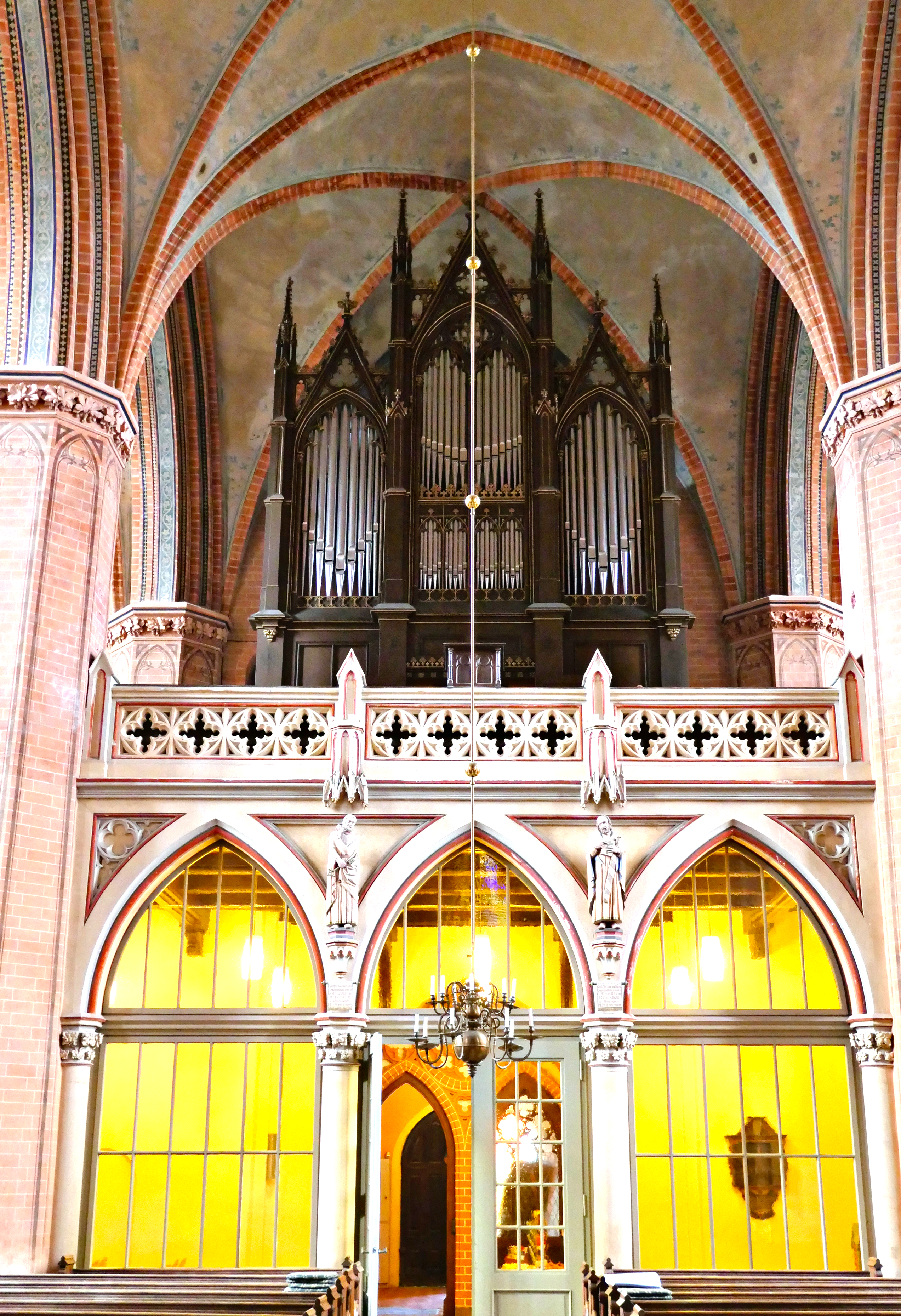
Blick zur Orgelempore

Erhalten sind noch die Reste von Wandmalereien einer Einhornjagd des 15. Jahrhunderts in der ersten Seitenkapelle.
Bemerkenswert ist der große Schnitzaltar, ein Hochaltar mit 40 Heiligenfigur aus der zweiten Hälfte des 15. Jahrhunderts, der ganz in der Art mecklenburgisch-pommerscher Altäre breit angelegt wurde. Im Mittelschrein des Flügelaltars werden Maria und Christus dargestellt und darunter Christus und das Stifterpaar. Beidseitig und in den zwei Flügeln die Heiligenfiguren und darüber ein Maßwerk-Baldachin und als oberer Abschluss ein „Blattkamm“, der die Horizontalität noch besonders betont.
Die Tafelbilder der Flügel stellen alt- und neutestamentliche Szenen dar, die im 16. Jahrhundert zum Teil erneuert und verändert wurden. In der Predella unterhalb des Altarbilds ist eine Passionsszene zu sehen.
Der becherförmige Taufstein aus Granit mit seinen naiv stilisierten Flachreliefs von der Madonna, Engeln, Adoranten und Köpfen stammt schon aus der Mitte des 13. Jahrhunderts.
Das spätgotische Chorgestühl ist geschmückt mit reichem Maßwerk-Dorsal (Rückwand) und Heiligenfiguren auf den Seitenwangen.
Die Glasmalerei in den Fenstern sind von Alexander Teschner und Louis Müller.
In der Sakristei befinden sich einige hölzerne Epitaphien. Zwei spätgotische Kelche sind um 1500 gefertigt worden.

## Orgel
Die Orgel wurde 1812 von dem Berliner Orgelbauer Johann Simon Buchholz erbaut und 1865 von dem Stettiner Orgelbauer Barnim Grüneberg erweitert. Das romantisch disponierte Instrument mit 31 Registern (mechanische Schleifladen) ist fast vollständig erhalten.
| I Hauptwerk C–g3 |                |        |
| 1.               | Bordun         | 16′    |
| 2.               | Principal      | 8′     |
| 3.               | Rohrflöte      | 8′     |
| 4.               | Gemshorn       | 8′     |
| 5.               | Viola di Gamba | 8′     |
| 6.               | Nasard         | 5 1⁄3′ |
| 7.               | Octave         | 4′     |
| 8.               | Spitzflöte     | 4′     |
| 9.               | Quinte         | 2 ⁄3′  |
| 10.              | Octave         | 2′     |
| 11.              | Cornett IV     | 4′     |
| 12.              | Mixtur III     |        |
| 13.              | Trompete       | 8′     |

| II Oberwerk C–g3 |                 |       |
| 14.              | Quintatön       | 16′   |
| 15.              | Geigenprincipal | 8′    |
| 16.              | Traversflöte    | 8′    |
| 17.              | Gedackt         | 8′    |
| 18.              | Salicional      | 8′    |
| 19.              | Aeoline         | 16′   |
| 20.              | Praestant       | 4′    |
| 21.              | Viola d’amour   | 4′    |
| 22.              | Nasard          | 2 ⁄3′ |
| 23.              | Flageolet       | 2′    |

| Pedal C–c1 |             |     |
| 24.        | Subbass     | 16′ |
| 25.        | Violonbass  | 16′ |
| 26.        | Octavbass   | 8′  |
| 27.        | Gedacktbass | 8′  |
| 28.        | Violon      | 8′  |
| 29.        | Octave      | 4′  |
| 30.        | Posaune     | 16′ |
| 31.        | Fagott      | 8′  |

- Koppeln: II/I, I/P

## Kirchgemeinde
Die Kirchgemeinde St.-Petri Altentreptow mit der Kirche Barkow in Pripsleben und der Dorfkirche Groß Teetzleben von 1721 hat ihr Gemeindebüro in Altentreptow, Mühlenstr. 4. Sie gibt den Kirchenboten als regelmäßigen Gemeindebrief heraus.